# Juan Pablo Montoya
Juan Pablo Montoya (Bogota, 20 september 1975) is een Colombiaans autocoureur.
Montoya's vader werkte met auto's, waardoor hij al jong met racen begon, voornamelijk met karts. Hij won verschillende nationale en internationale kampioenschappen.
In 1999 won hij zeven races in het Champ Car kampioenschap en won de kampioenschapstitel. In 2000 won hij de Indianapolis 500, het was de eerste keer dat hij deze race reed. Deze prestatie was na Graham Hill in 1966 niet meer voorgekomen. In het jaar erna begon hij te racen voor het Williams Formule 1-team (waar hij ook al testrijder was geweest in 1999). Hij won in zijn eerste jaar de Italiaanse Grand Prix van Monza. In 2003 won hij de Monaco Grand Prix en de GP van Duitsland op het vernieuwde Hockenheim.
Vanaf 2005 reed hij voor McLaren, waar hij na een moeilijk seizoensbegin drie overwinningen behaalde (Silverstone - Groot-Brittannië, Monza - Italië en Interlagos - Brazilië).
In juli 2006, na 10 wedstrijden in dit seizoen, werd zijn contract met McLaren beëindigd. Pedro de la Rosa werd aangesteld als zijn vervanger. Montoya zelf maakte dat jaar nog de overstap naar het NASCAR-kampioenschap, waar hij voor het team van Chip Ganassi ging rijden.
Op vrijdag 6 oktober 2006 behaalde Montoya de derde plaats in zijn allereerste stock car-race. De Colombiaan deed mee aan een wedstrijd in de ARCA RE/MAX-serie op de Talladega Superspeedway. Montoya vertrok vanaf de tweede startplaats en reed in de eerste ronde nog even kort aan de leiding met zijn Dodge Charger. De zevenvoudig Grand Prix-winnaar raakte nog betrokken bij een crash en kreeg een straf voor het binnenkomen van de pits, terwijl de pitstraat gesloten was.
In 2007 en 2008 won hij in een Lexus-Riley voor Chip Ganassi Racing de 24 uren van Daytona. In 2015 won Montoya opnieuw de Indianapolis 500.

## Formule 1-overzicht

### Overzicht Formule 1-carrière
| Jaar/jaren    | Team     |
| ------------- | -------- |
| 2001 t/m 2004 | Williams |
| 2005 t/m 2006 | McLaren  |

|                       | 2001 | 2002 | 2003 | 2004 | 2005 | 2006 | Totaal |
| --------------------- | ---- | ---- | ---- | ---- | ---- | ---- | ------ |
| Aantal races          | 17   | 17   | 16   | 18   | 17   | 10   | 95     |
| Aantal zeges          | 1    |      | 2    | 1    | 3    |      | 7      |
| Aantal pole-positions | 3    | 7    | 1    | 1    | 1    |      | 12     |
| Aantal snelste ronden | 4    | 3    | 3    | 2    | 1    |      | 13     |
| Aantal podiumplaatsen | 4    | 7    | 9    | 3    | 5    | 2    | 30     |
| Aantal WK-punten      | 31   | 50   | 82   | 58   | 60   | 26   | 307    |

### Complete resultaten in de Formule 1
- Races vetgedrukt betekent pole positie, Races cursief betekent snelste ronde

| Seizoen | Inschrijving          | Chassis        | Motor                    | 1       | 2       | 3       | 4       | 5       | 6       | 7       | 8       | 9       | 10      | 11    | 12      | 13      | 14      | 15      | 16      | 17    | 18      | 19      | Pos. | Punten |
| ------- | --------------------- | -------------- | ------------------------ | ------- | ------- | ------- | ------- | ------- | ------- | ------- | ------- | ------- | ------- | ----- | ------- | ------- | ------- | ------- | ------- | ----- | ------- | ------- | ---- | ------ |
| 2001    | BMW Williams F1 Team  | Williams FW23  | BMW P80 3.0 V10          | AUS DNF | MAL DNF | BRA DNF | SMR DNF | SPA 2   | OOS DNF | MON DNF | CAN DNF | EUR 2   | FRA DNF | GBR 4 | DUI DNF | HON 8   | BEL DNF | ITA 1   | USA DNF | JPN 2 |         |         | 6    | 31     |
| 2002    | BMW Williams F1 Team  | Williams FW24  | BMW P82 3.0 V10          | AUS 2   | MAL 2   | BRA 5   | SMR 4   | SPA 2   | OOS 3   | MON DNF | CAN DNF | EUR DNF | GBR 3   | FRA 4 | DUI 2   | HON 11  | BEL 3   | ITA DNF | USA 4   | JPN 4 |         |         | 3    | 50     |
| 2003    | BMW Williams F1 Team  | Williams FW25  | BMW P83 3.0 V10          | AUS 2   | MAL 12  | BRA DNF | SMR 7   | SPA 4   | OOS DNF | MON 1   | CAN 3   | EUR 2   | FRA 2   | GBR 2 | DUI 1   | HON 3   | ITA 2   | USA 6   | JPN DNF |       |         |         | 3    | 82     |
| 2004    | BMW Williams F1 Team  | Williams FW26  | BMW P84 3.0 V10          | AUS 5   | MAL 2   | BHR 13  | SMR 3   | SPA DNF | MON 4   | EUR 8   | CAN DSQ | USA DSQ | FRA 8   | GBR 5 | DUI 5   | HON 4   | BEL DNF | ITA 5   | CHN 5   | JPN 7 | BRA 1   |         | 5    | 58     |
| 2005    | Team McLaren Mercedes | McLaren MP4-20 | Mercedes FO 110R 3.0 V10 | AUS 6   | MAL 4   | BHR     | SMR     | SPA 7   | MON 5   | EUR 7   | CAN DSQ | USA DNS | FRA DNF | GBR 1 | DUI 2   | HON DNF | TUR 3   | ITA 1   | BEL 14† | BRA 1 | JPN DNF | CHN DNF | 4    | 60     |
| 2006    | Team McLaren Mercedes | McLaren MP4-21 | Mercedes FO 108S 2.4 V8  | BHR 5   | MAL 4   | AUS DNF | SMR 3   | EUR DNF | SPA DNF | MON 2   | GBR 6   | CAN DNF | USA DNF | FRA   | DUI     | HON     | TUR     | ITA     | CHN     | JPN   | BRA     |         | 8    | 26     |

- † Uitgevallen maar wel geklassificeerd omdat hij meer dan 90% van de raceafstand heeft voltooid.

### Overwinningen
| Nr. | Grand Prix                           | Team             |
| --- | ------------------------------------ | ---------------- |
| 1   | Grand Prix van Italië 2001           | Williams-BMW     |
| 2   | Grand Prix van Monaco 2003           | Williams-BMW     |
| 3   | Grand Prix van Duitsland 2003        | Williams-BMW     |
| 4   | Grand Prix van Brazilië 2004         | Williams-BMW     |
| 5   | Grand Prix van Groot-Brittannië 2005 | McLaren-Mercedes |
| 6   | Grand Prix van Italië 2005           | McLaren-Mercedes |
| 7   | Grand Prix van Brazilië 2005         | McLaren-Mercedes |

- International Standard Name Identifier: 0000 0000 3814 6671
- Library of Congress Control Number: n2003111067
- Nationale Bibliotheek van Letland: 000347498
- Virtual International Authority File: 33840666
- WorldCat: E39PBJpDP4WcWJbTVptMqdmyBP